# جوزيبي باشيني
جوزيبي باشيني (بالإيطالية: Giuseppe Pacini)‏ هو لاعب كرة قدم إيطالي في مركز ظهير ‏، ولد في 17 يوليو 1992 في تشيفيتانوفا ماركي في إيطاليا. لعب مع نادي بارما ونادي سيينا.